# Tôn giáo của người Mỹ bản địa

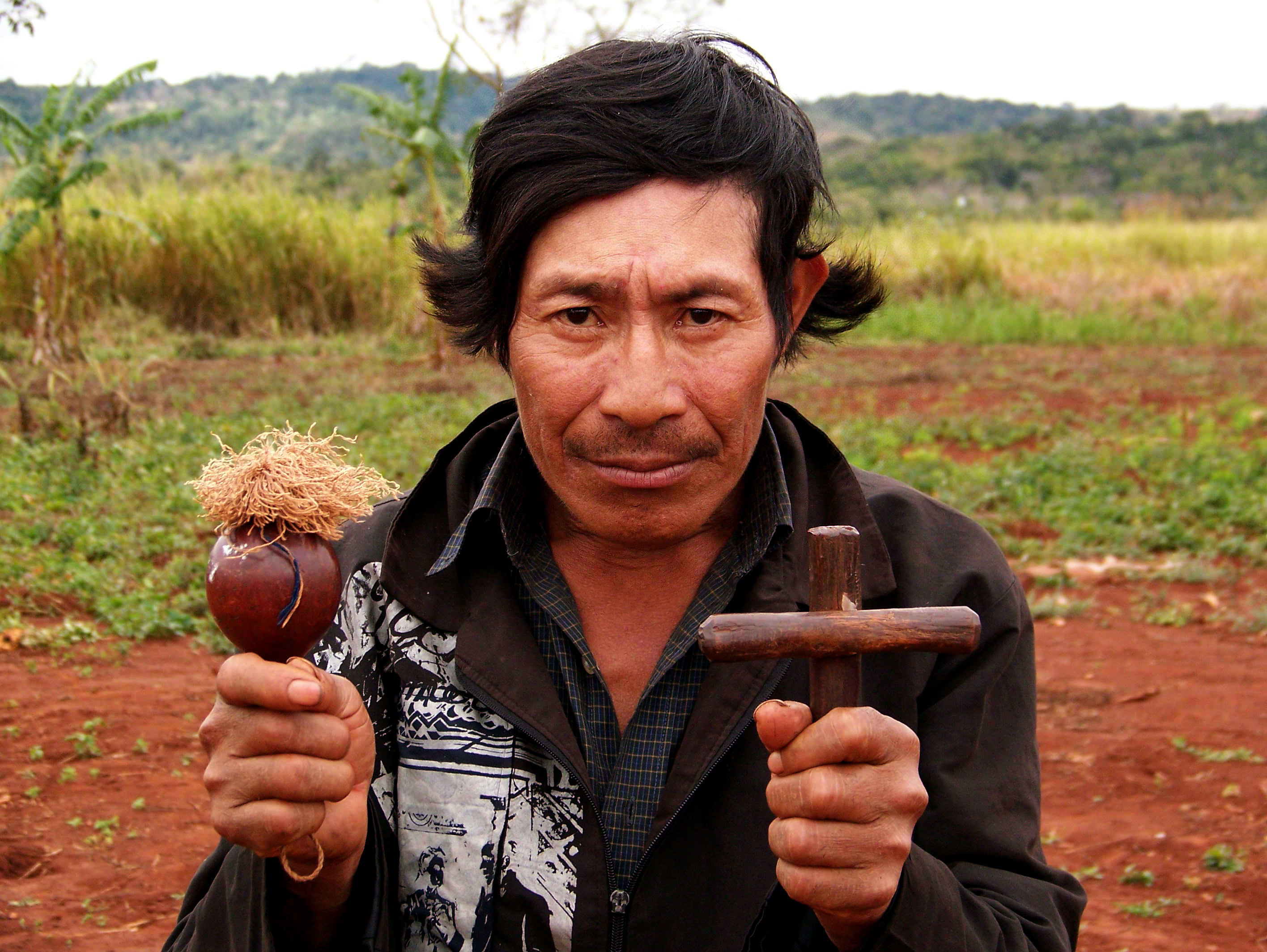
Một vị thầy pháp ở Nam Mỹ

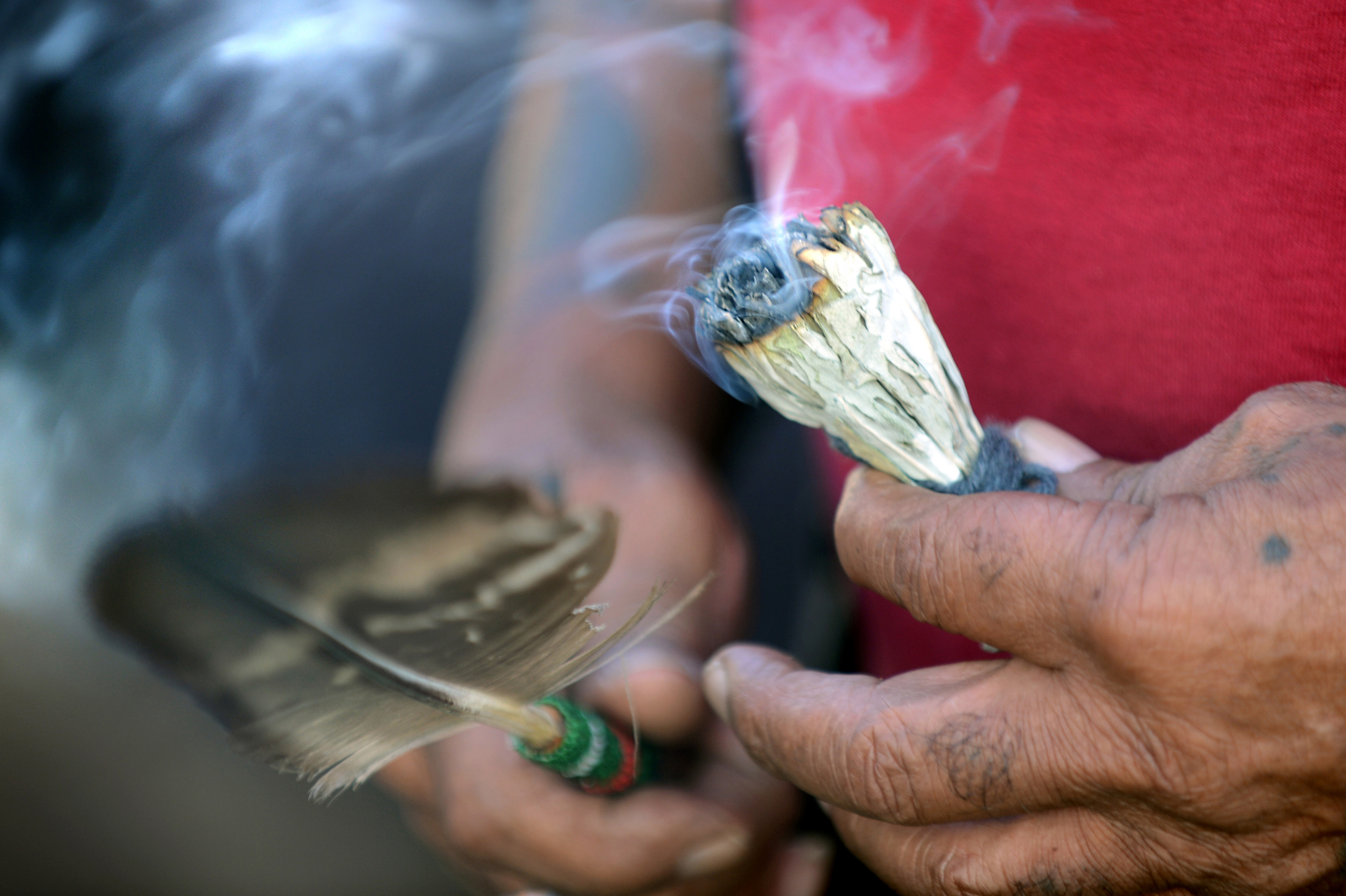
Một vị thầy pháp da đỏ đang chuẩn bị nghi lễ

Tôn giáo của người Mỹ bản địa (Native American religions) hay tôn giáo của thổ dân da đỏ hay tôn giáo của người Anh-Điêng là những thực hành tâm linh của người Mỹ bản địa (người da đỏ) ở Hoa Kỳ và châu Mỹ nói chung. Các cách nghi lễ tôn giáo bản địa của người da đỏ có thể rất khác nhau và dựa trên lịch sử và tín ngưỡng khác nhau của từng cộng đồng, bộ lạc và nhóm thổ dân. Những nhà thám hiểm châu Âu ban đầu mô tả các bộ lạc người Mỹ bản địa riêng lẻ và thậm chí cả các nhóm nhỏ đều có những thực hành tôn giáo riêng. Về mặt thần học thì hệ thống thần linh của người da đỏ có thể là độc thần, đa thần, theo thuyết vật linh, Shaman giáo (pháp sư), phiếm thần hoặc bất kỳ sự kết hợp nào của chúng, trong số những thứ khác. Niềm tin truyền thống thường được truyền lại dưới hình thức lịch sử truyền miệng, câu chuyện, ngụ ngôn và nguyên tắc sống.

## Cải đạo
Bắt đầu từ những năm 1600, những Cơ đốc nhân ở Châu Âu, và cả Công giáo cùng những người thuộc các giáo phái Tin lành khác nhau, đã tìm cách chuyển đổi cải đạo các bộ lạc người Mỹ bản địa từ niềm tin tổ tiên của họ sang Cơ đốc giáo. Sau khi Hoa Kỳ giành được độc lập vào cuối những năm 1700, chính phủ của nước này tiếp tục đàn áp các tập tục của người bản địa và thúc đẩy việc cưỡng bức cải đạo. Các cơ quan chính phủ và các tổ chức tôn giáo thường hợp tác trong các nỗ lực cưỡng bức cải đạo này. Trong nhiều trường hợp, bạo lực được sử dụng như một công cụ đàn áp, chẳng hạn như việc chính phủ dùng bạo lực tiêu diệt những người trình diễn Vũ điệu ma vào năm 1890.
Vào đầu thế kỷ XX, chính phủ Mỹ bắt đầu chuyển sang các biện pháp ít bạo lực hơn để đàn áp niềm tin tôn giáo của người Mỹ bản địa. Một loạt luật liên bang đã được thông qua cấm các tập tục truyền thống của Người bản địa như các bữa tiệc, nghi lễ Múa mặt trời và việc sử dụng lều nghi lễ, cùng những điều khác. Cuộc đàn áp và truy tố này của chính phủ chính thức tiếp tục cho đến năm 1978 với việc thông qua Đạo luật Tự do Tôn giáo của người Mỹ bản địa (AIRFA), mặc dù có ý kiến cho rằng AIRFA có rất ít tác dụng thực sự trong việc bảo vệ tín ngưỡng dân gian, tôn giáo bản địa. Một hệ thống đàn áp tôn giáo quan trọng khác là tách trẻ em người Mỹ bản địa khỏi gia đình của chúng để chuyển sang hệ thống trường nội trú dành cho người Mỹ bản địa do chính phủ tài trợ và điều hành (còn được gọi là trường dân cư). Tại những trường học này, trẻ em bản địa bị ép buộc bằng bạo lực và áp bức để học tín ngưỡng Cơ đốc giáo châu Âu, các giá trị của nền văn hóa da trắng chính thống và tiếng Anh, đồng thời bị cấm nói ngôn ngữ riêng và thực hành tín ngưỡng văn hóa của riêng họ. Hệ thống cưỡng bức chuyển đổi và đàn áp ngôn ngữ và văn hóa bản địa này tiếp tục diễn ra trong suốt những năm 1970.
Một số nhà nhân chủng học không phải người bản địa ước tính số thành viên trong các tôn giáo truyền thống của người Mỹ bản địa trong thế kỷ 21 là khoảng 9000 người. Vì người Mỹ bản địa thực hành các nghi lễ truyền thống thường không có các tổ chức công cộng hoặc danh sách thành viên nên những ước tính về "thành viên" này có thể thấp hơn đáng kể so với số lượng người thực tế tham gia các nghi lễ truyền thống. Các nhà lãnh đạo tinh thần của người Mỹ bản địa cũng lưu ý rằng những ước tính mang tính học thuật này đã đánh giá thấp đáng kể số lượng người tham gia vì một thế kỷ chính phủ Liên bang Hoa Kỳ đàn áp và truy tố các nghi lễ truyền thống đã khiến các tín đồ thực hành tôn giáo của họ một cách bí mật. Nhiều người theo đường lối tâm linh truyền thống cũng tham dự các buổi lễ của Cơ đốc giáo, ít nhất là đôi khi, điều này cũng có thể ảnh hưởng đến số liệu thống kê. Kể từ khi 80 năm các cuộc đàn áp pháp lý trước đó kết thúc với AIRFA, một số địa điểm linh thiêng ở Hoa Kỳ hiện là khu vực được bảo vệ theo luật

## Phục hồi

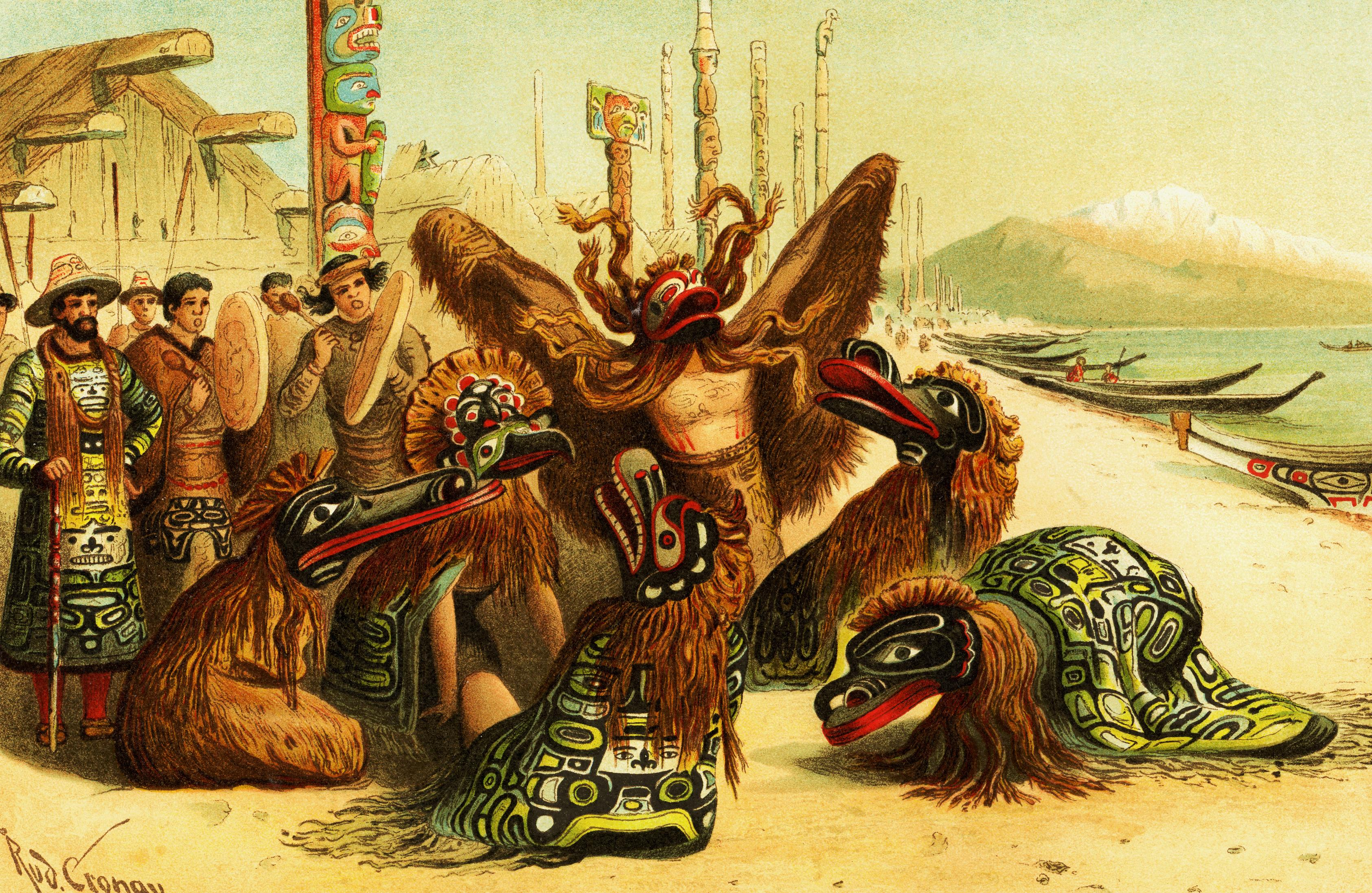
Tranh vẽ về một nghi lễ bản địa ở Bắc Mỹ

Mexicayotl (tiếng Nahuatl từ có nghĩa là "Bản chất của người Mexico" - Bản sắc Mễ, bao gồm cụm từ "Mexico"; tiếng Tây Ban Nha: Mexicanidad và hậu tố -yotl) là một phong trào phục hồi tôn giáo, triết học và truyền thống bản địa của Mexico cổ đại (tôn giáo Aztec và triết học Aztec) của người Mễ. Phong trào này được công khai lộ diện vào những năm 1950, do các trí thức thành phố Mexico lãnh đạo, nhưng chỉ phát triển đáng kể ở cấp độ cơ sở trong thời gian gần đây, cũng lan sang người Mỹ gốc Mexico (Chicanos) ở Bắc Mỹ. Nghi lễ của họ liên quan đến thực hành Mitotiliztli. Những người sùng mộ được gọi là Mexicatl (số ít) và Mexicah (số nhiều), hoặc đơn giản là Mexica, hầu hết đều là dân thành thị và ngoại ô.
Phong trào Mexicayotl bắt đầu vào những năm 1950 với việc thành lập nhóm Nueva Mexicanidad do Antonio Velasco Piña sáng lập. Cùng năm đó, Rodolfo Nieva López đã thành lập Phong trào Liên minh nhằm Khôi phục Văn hóa Anáhuac cùng với người đồng sáng lập là Francisco Jimenez Sanchez, người trong những thập kỷ sau đó đã trở thành nhà lãnh đạo tinh thần của phong trào Mexicayotl, được ban cho danh xưng Tlacaelel. Ông có ảnh hưởng sâu sắc trong việc định hình phong trào, thành lập In Kaltonal ("Ngôi nhà của Mặt trời", còn gọi là Nhà thờ Bản địa Mễ Tây Cơ) vào những năm 1970. Từ những năm 1970 trở đi, Mexcayotl đã phát triển trên một mạng lưới các nhóm cộng đồng và thờ cúng địa phương (được gọi là calpulli hoặc kalpulli) và lan sang Người Mỹ gốc Mễ hoặc Chicanos ở Hoa Kỳ. Phong trào cũng đã phát triển mối quan hệ chặt chẽ với các phong trào bản sắc dân tộc Mexico và chủ nghĩa dân tộc Chicano. Nhà thờ bản địa Mexico của Sanchez (là một liên minh của các Calpullis) đã được chính phủ Mexico chính thức công nhận vào năm 2007.